# Консепсьон (город, Чили)
Консепсьон (исп. Concepción) — третий по численности город в Чили. Административный центр одноимённой коммуны, провинции Консепсьон и области Био-Био.
Территория коммуны — 221,6 км². Численность населения — 229 650 жителей (2012). Плотность населения — 1036 чел./км².

## Расположение
Консепсьон расположен в 434 км на юго-запад от столицы Чили города Сантьяго, портом для него служит город Талькауано, расположенный в 13 км к северо-западу.
Вместе с городами Талькауано, Чигуаянте, Сан-Педро-де-ла-Пас, Уальпен и Пенко образует Большой Консепсьон — вторую по численности агломерацию страны с населением 945,6 тысяч жителей (2012 год).
Коммуна граничит:
- на севере — c коммуной Пенко
- на востоке — с коммуной Флорида
- на юге — c коммуной Уальки
- на юго-западе — c коммуной Чигуаянте
- на западе — c коммуной Уальпен
- на северо-западе — c коммуной Талькауано

## История
Основан в октябре 1550 года первым губернатором Чили конкистадором Педро де Вальдивией, в 1764 году  после землетрясения был перенесён на то место, где находится и поныне — на правый берег эстуария реки Био-Био.
В 1818 году в Консепсьоне была провозглашена независимость Чили.
Неоднократно разрушался землетрясениями, за последние полвека[уточнить] город дважды сильно пострадал от них — в 1960 и 2010 годах.

## Демография
| 2012    | 2017     |
| ------- | -------- |
| 229 650 | ↘217 537 |

Согласно сведениям, собранным в ходе переписи Национальным институтом статистики, население коммуны составляет 225 158 человек, из которых 108 794 мужчины и 116 364 женщины. Большинство населения города составляют потомки переселенцев из Европы — испанцев, итальянцев, англичан, немцев, хорватов, греков, а также арабов и американцев.
Население коммуны составляет 11,36 % от общей численности населения области Био-Био. Из них 2,29 % относится к сельскому населению и 97,71 % — городское население.

## Достопримечательности
В Консепсьоне расположены четыре университета. Старейший и самый престижный из них — университет Консепсьон (UdeC). Его кампус находится в университетском районе города, который называется «Ciudad Universitaria» («Университет города»). В районе расположены музеи, скульптуры и парки. Площадь университетского кампуса составляет 1 425 000 м2, в его составе — учебные помещения и научно-исследовательский центр города Консепсьона. На территории студенческого городка — Чилийский художественный музей Каса-дель-Арте Хосе Клементе Ороско (известный как Каса-дель-Арте, Дом искусств или «Pinacoteco», (англ.)). В нём находится самая большая в стране коллекция картин за пределами столицы Сантьяго. Одна из самых известных работ в нём — фреска кисти мексиканского художника Джорджа Гонсалеса Камарена (Jorge González Camarena, (англ.)), которая называется «Объединение стран Латинской Америки» («Presencia de América Latina», (исп.) (известна также как «Integración de América Latina», (исп.)).

## Известные уроженцы и жители
- Маурисио Норамбуэна — чилийский революционер.
- Энрике Соро — чилийский композитор, пианист и педагог.
- Эдгардо Энрикес Фродден — ректор Университета Консепсьона (1969—1972), министр образования в правительстве Сальвадора Альенде.
- Мигель Энрикес Эспиноса — лидер чилийской марксистско-ленинской партии Левое революционное движение (МИР).
- Клаус Юнге — немецкий шахматист.

## Города-побратимы
- Каскавел, Бразилия
- Вифлием, Государство Палестина
- Гуаякиль, Эквадор
- Куэнка, Эквадор
- Росарио, Аргентина
- Ла-Плата, Аргентина
- Окленд, Новая Зеландия
- Сукре, Боливия

## Климат
Хотя город расположен на 36-й параллели южной широты, однако из-за холодного и мощного Течения Гумбольдта климат прохладный и влажный, но ровный, температура ниже нуля и жара случаются очень редко. Среднемесячная температура в течение года колеблется от 9,0 зимой до 16,0-17,5 °С летом, а осадков в виде дождя выпадает около 1400 мм в год, что примерно в два раза больше, чем в Лондоне. Снег выпадает редко и быстро тает. Самые дождливые месяцы — с мая по август, когда выпадает по 200—250 мм осадков.
| Показатель                                               | Янв. | Фев. | Март | Апр. | Май   | Июнь  | Июль  | Авг.  | Сен. | Окт. | Нояб. | Дек. | Год    |
| -------------------------------------------------------- | ---- | ---- | ---- | ---- | ----- | ----- | ----- | ----- | ---- | ---- | ----- | ---- | ------ |
| Абсолютный максимум, °C                                  | 28,8 | 32,8 | 30,4 | 26,8 | 24,7  | 21,8  | 21,7  | 24,9  | 28,4 | 27,2 | 27,5  | 33,2 | 33,2   |
| Средний максимум, °C                                     | 22,1 | 21,8 | 20,3 | 17,9 | 15,3  | 13,4  | 12,9  | 13,6  | 14,9 | 16,6 | 18,7  | 20,9 | 17,4   |
| Средняя температура, °C                                  | 16,9 | 16,5 | 15,0 | 12,9 | 11,5  | 9,8   | 9,2   | 9,7   | 10,7 | 12,2 | 14,0  | 16,0 | 12,9   |
| Средний минимум, °C                                      | 11,1 | 10,9 | 9,6  | 8,4  | 8,0   | 6,6   | 5,9   | 6,0   | 6,5  | 7,6  | 8,9   | 10,5 | 8,3    |
| Абсолютный минимум, °C                                   | 1,4  | 4,8  | 1,0  | −1   | −1,4  | −1,3  | −3    | −1,8  | −0,8 | 0,2  | 0,1   | 1,5  | −3     |
| Норма осадков, мм                                        | 17,6 | 15,1 | 22,7 | 68,5 | 201,9 | 241,3 | 209,9 | 137,2 | 91,3 | 64,3 | 36,7  | 24,1 | 1130,6 |
| Температура воды, °C                                     | 16   | 16   | 16   | 15   | 14    | 14    | 13    | 13    | 13   | 13   | 14    | 15   | 14     |
| Источник: Estadistica Climatologica, World Climate Guide |      |      |      |      |       |       |       |       |      |      |       |      |        |

## Галерея изображений

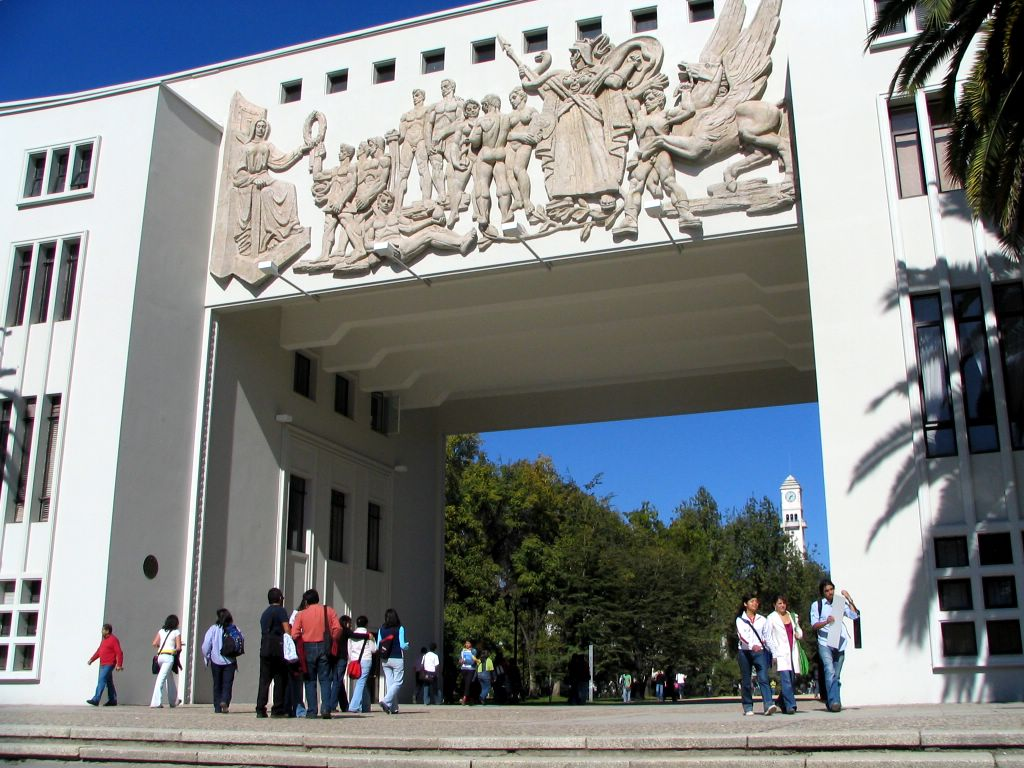
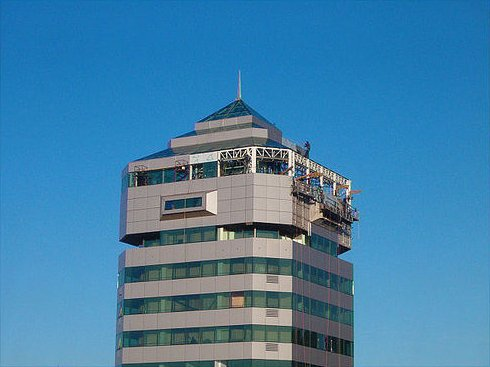
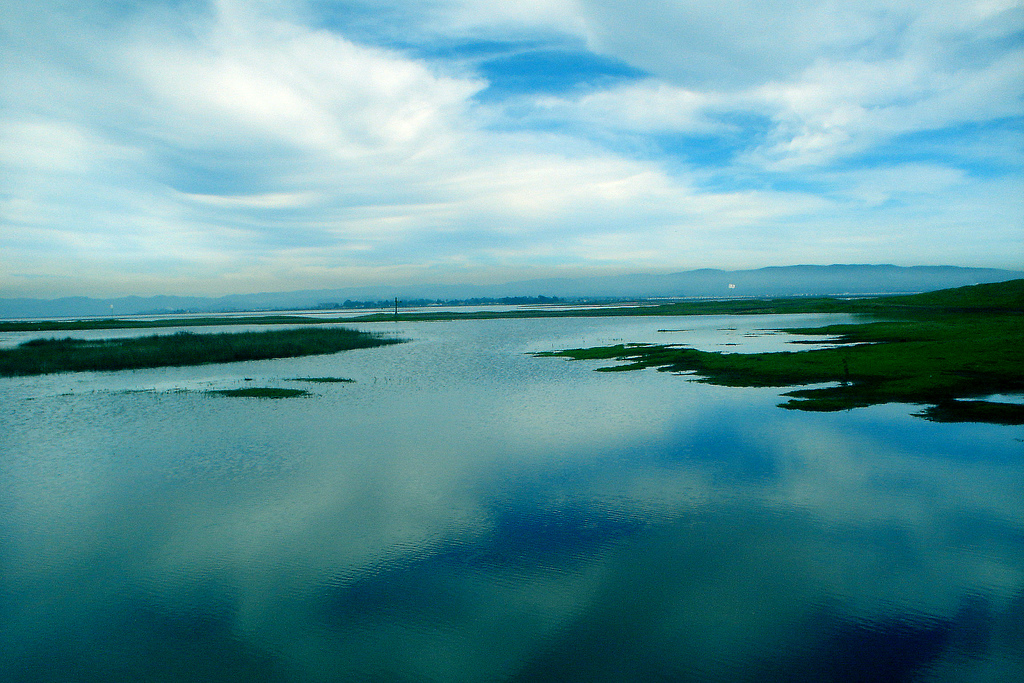
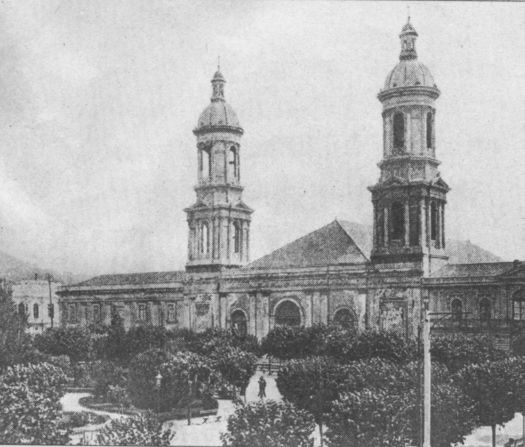
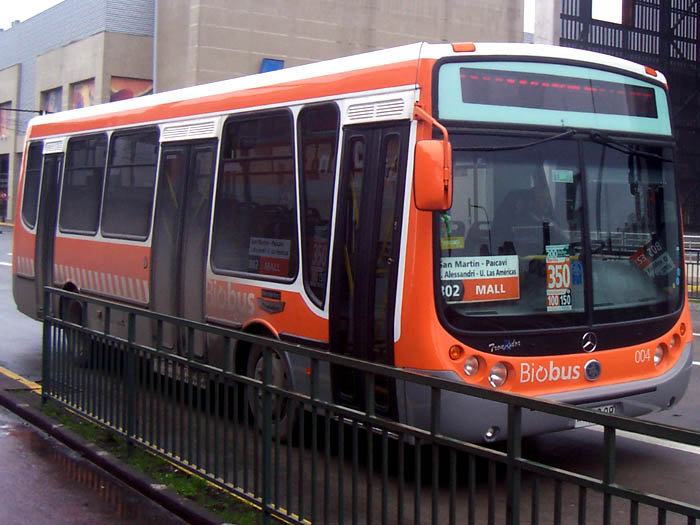
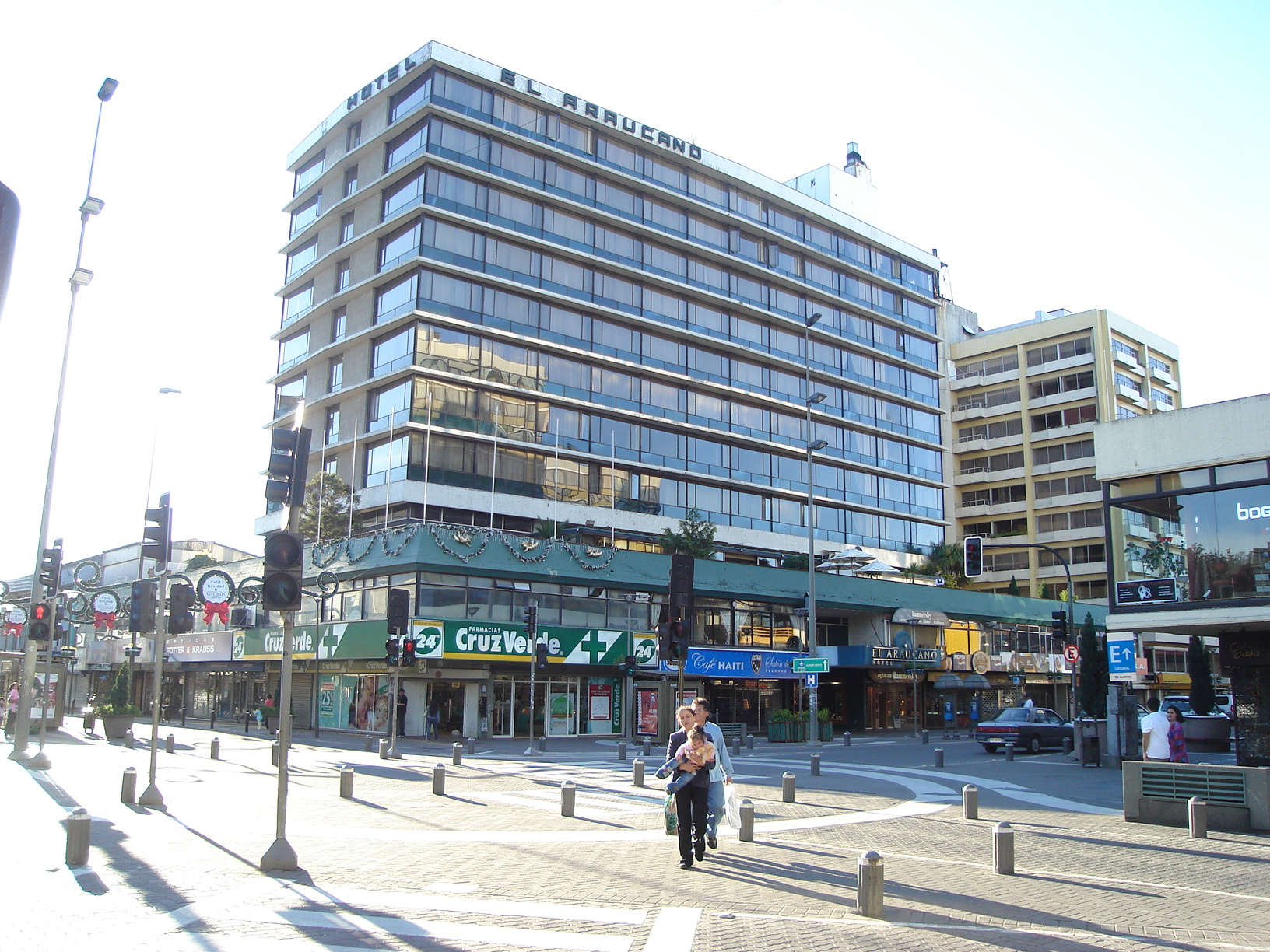
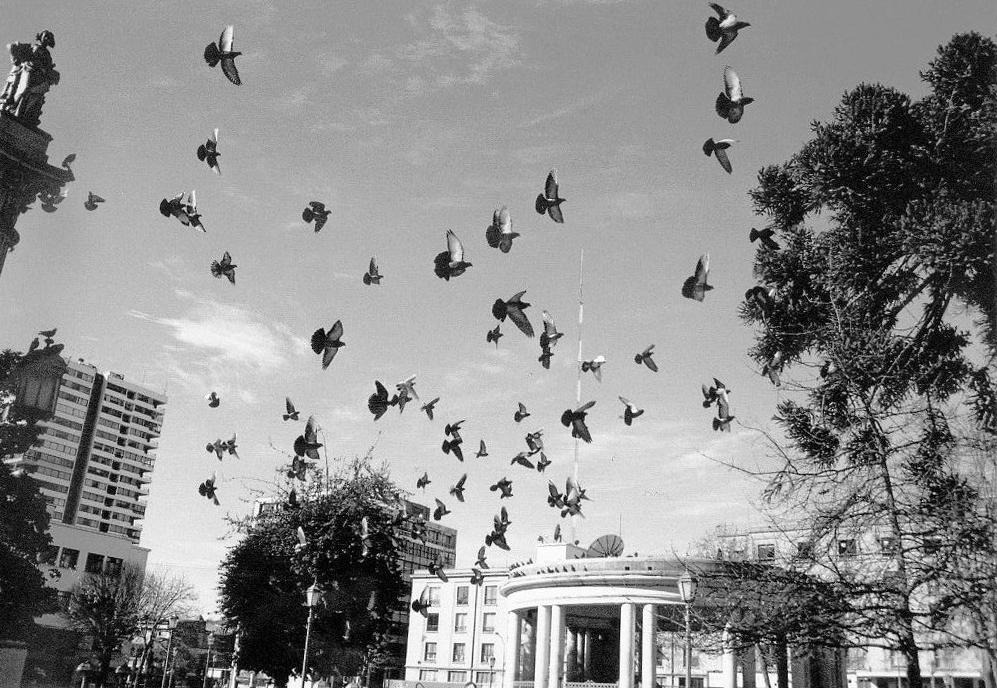
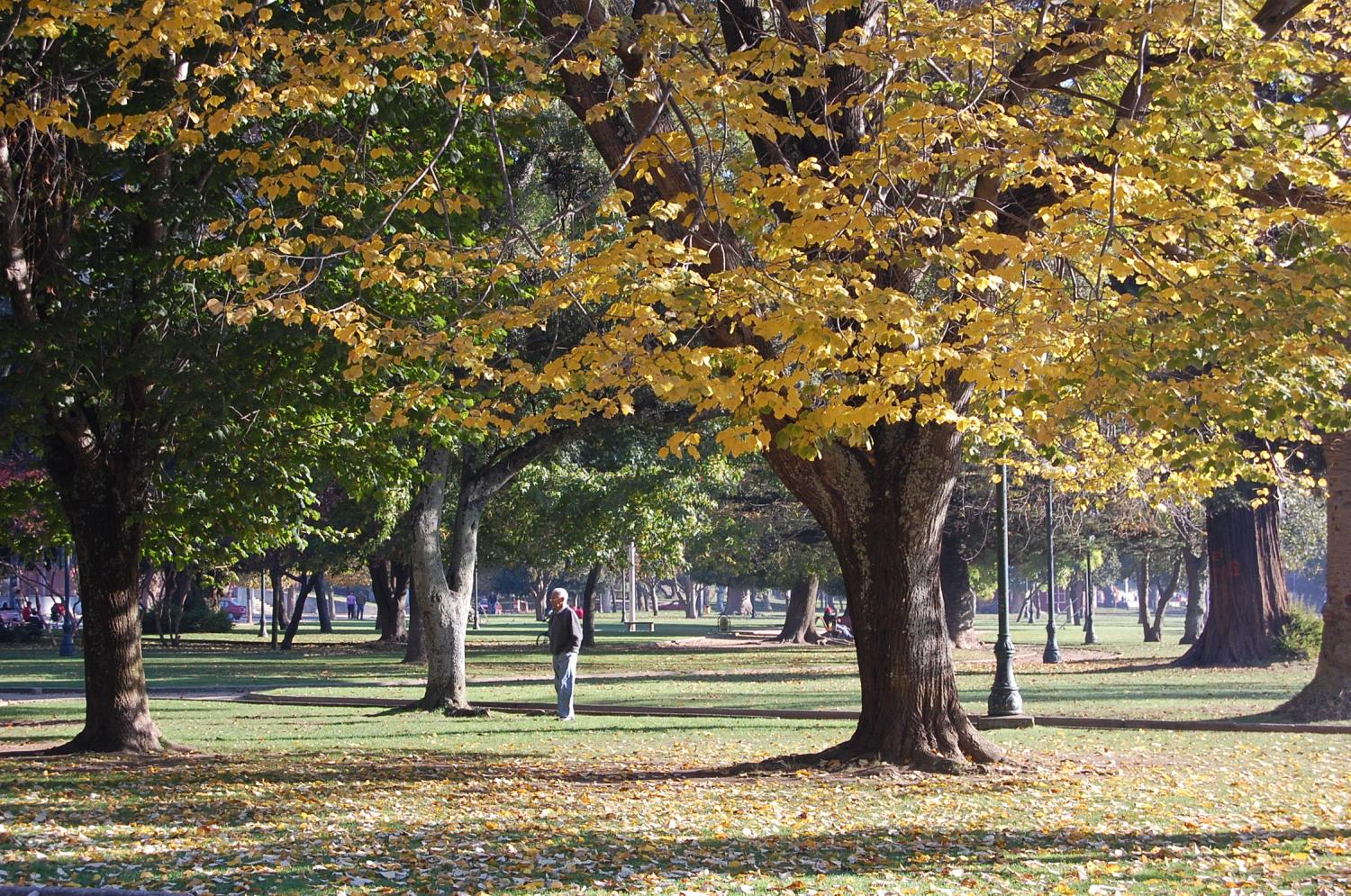
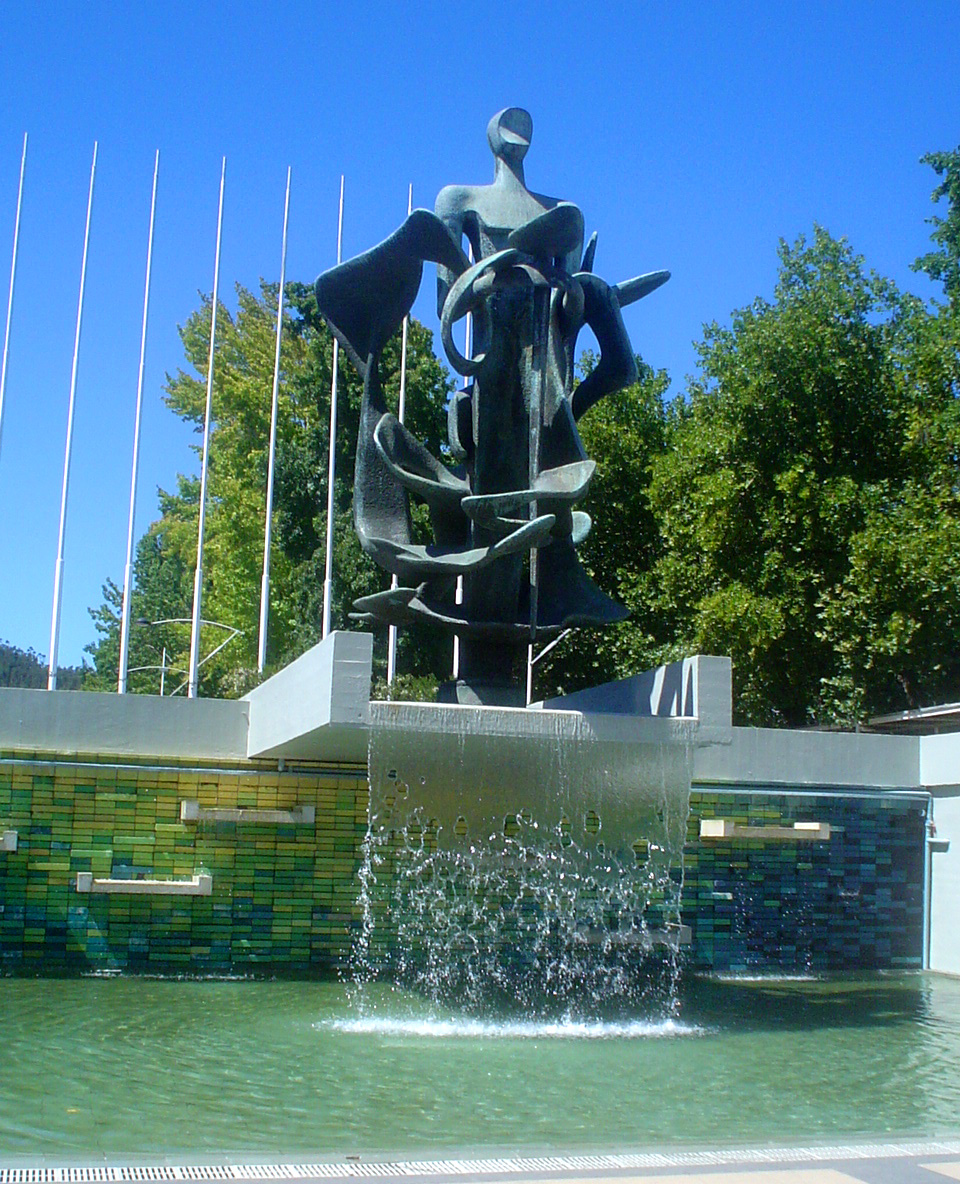
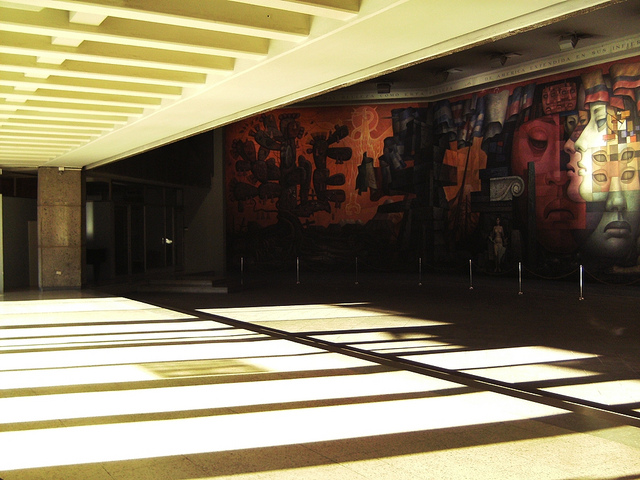
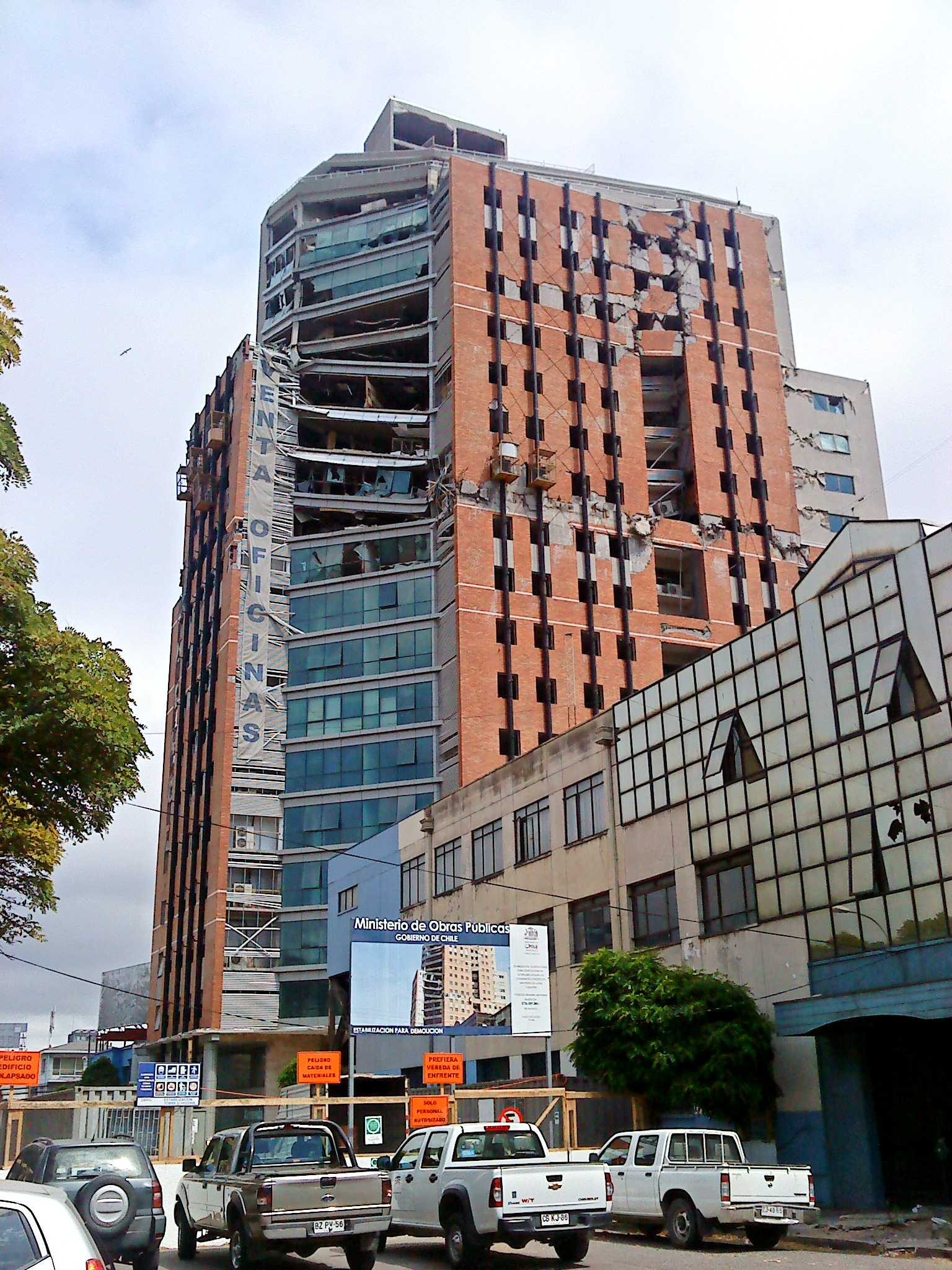
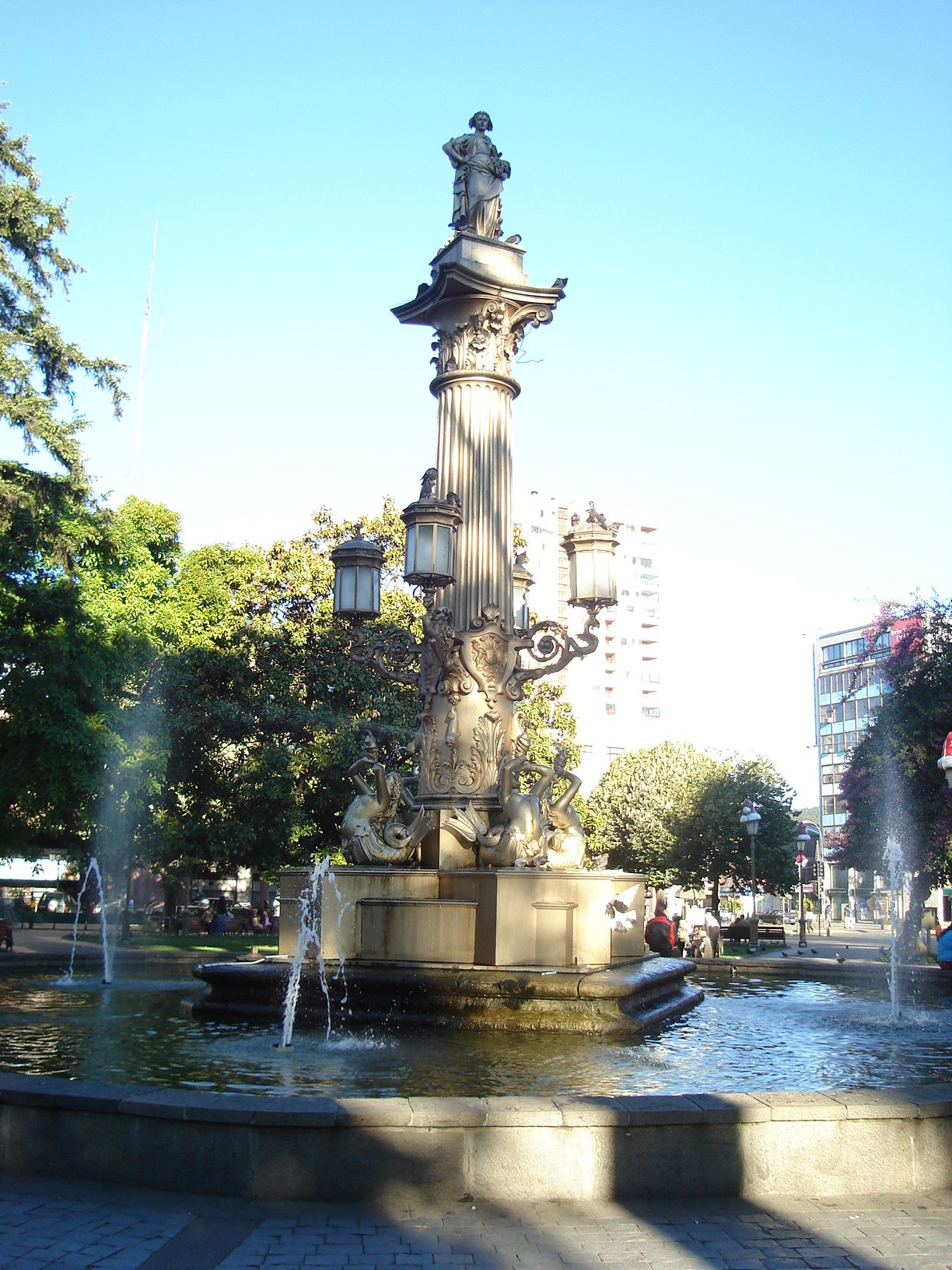